# Oxcars
Oxcars — церемония вручения наград в области культуры, проходящая ежегодно в октябре в Sala Apolo, Барселона, Испания. Это публичная выставка, которая ставит в центр внимания культурное творчество и распространение парадигм общей культуры. Категории премии включают в себя: музыка, танец, анимация, театр, литература, будущие рынки и другие.
Церемония награждения oXcars организована Xnet (до ноября 2010 года — eXgae), некоммерческой организацией, которая исследует альтернативные модели культурной диффузии и управление лицензионными отчислениями. В 2008 и 2009 годах oXcars были организованы при содействии CONSERVAS, а в 2010 году с CONSERVAS, Red Sostenible и Telenoika.
Церемония награждения представляет собой обзор наиболее выдающихся проектов в области свободной культуры, открытых данных и знания, с живой музыкой, видео, презентациями, краткими выступлениями и чтениями. С 2009 года oXcars совпал с FCForum, международной конференцией, в которой организации и эксперты в области свободной культуры собираются с целью разработки глобальных стратегических рамок и международных рамок для координации проектов.

## История

### oXcars 2008

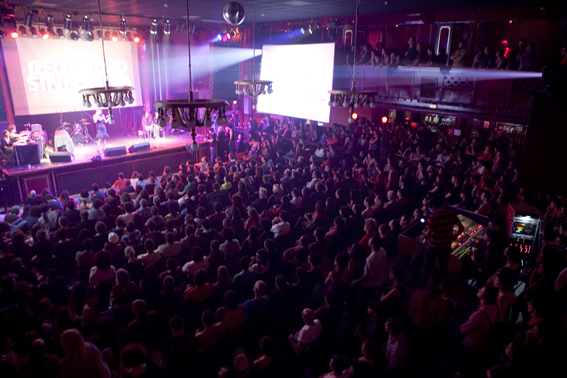
oXcars 2008

Участниками первого oXcars, прошедшего 28 октября 2008 года, были Лео Басси (The Pirate Bay), литературный коллектив Ву Мин, режиссёр Гильермо Сапата, Пабло Сото (разработчик программное обеспечения P2P Manolito), Platoniq, Алан Тонер, FreeCinema, Molleindustria, Энрике Сьерра из 127.es, фонд Blender с короткометражкой 3D Big Buck Bunny, Realidades Avanzadas и Мэтт Блэк (Coldcut), и другие.
29 октября и 1 ноября был проведён ряд мероприятий, связанных движением свободной культуры. Они включали переговоры, дискуссии, круглые столы и практические семинары по лицензии, примеры свободной культуры, анонимности и криптографии в сети Интернет, производства и лицензионных платежей управления для аудиовизуальных проектов, и сервису Safe Creative, который позволяет пользователям регистрировать работы с любым типом лицензии на безвозмездной основе, а также запуск книги «New Thing» от Ву Мина и показ второй части фильма «Укради этот фильм».

### oXcars 2009
Участниками 2-го oXcars были Duquende, драматург Родриго Гарсиа, создатели серии Internet Malviviendo, Derivart, писатель Альберто Васкес-Фигероа, Electronic Frontier Foundation, Riot Cinema Collective, Jamendo, Illegal Art, FreeCinema, издательство Alqua, художник Эван Рот, комик Реми Гайяр, Shelios, кинематографист Дэвид О’Рейли, Compartir donÃ Gustet, Хавьер Ферос и Мартин Фернандес (MotionGraphics). Вечер завершился концертом и выступлением диджея, установленный Daedelus и Мартином Вальехо.

### oXcars 2010
Участниками 3-го oXcars в 2010 году были писатель Хосе Луис Сампедро, The Pinker Tones, писатель Белен Гопек, Мигель Бриева, Triolocría, дизайн-студия Лава, Rojadirecta (портал, который предлагает спортивные трансляции через потоковое или P2P-приложения), Koulomek, leerestademoda.com, Ploomba (бесплатный конвейерный музыкальный сервис), Ежи Целичовски (из архивов открытого общества), и многие другие.

### oXcars 2011
Участниками были Джон Перри Барлоу (соучредитель Фонда электронных границ); цифровая газета El Mundo; Stéphane Grueso, директор Copiad Malditos; мультипликатор Алекс Сало; и группа Las Buenas Noches, которая выпускает свою музыку под Creative Commons.

### oXcars 2012
5-й oXcars прошёл в Барселоне 25 октября 2012 года, и сосредоточился на выявлении защитников и хулителей свободного распространения культуры и новых моделей культурного творчества. Среди участников были актёр Пако Леон, с его фильмом Carmina O revienta, премьера которого прошла одновременно в кинотеатрах и в Интернете; рэпер Dan Bull; портал Taringa и другие.

### oXcars 2013
Шестой Oxcars проходил в Барселоне 24 октября 2013 года, в нём приняли участие адвокат Дэвид Браво, специалист в области интеллектуальной собственности и компьютерного права, TOQUE a Bankia, My Open Source Cure, Robocicla, Scann и группа Kashba.